# Mesentério (zoologia)

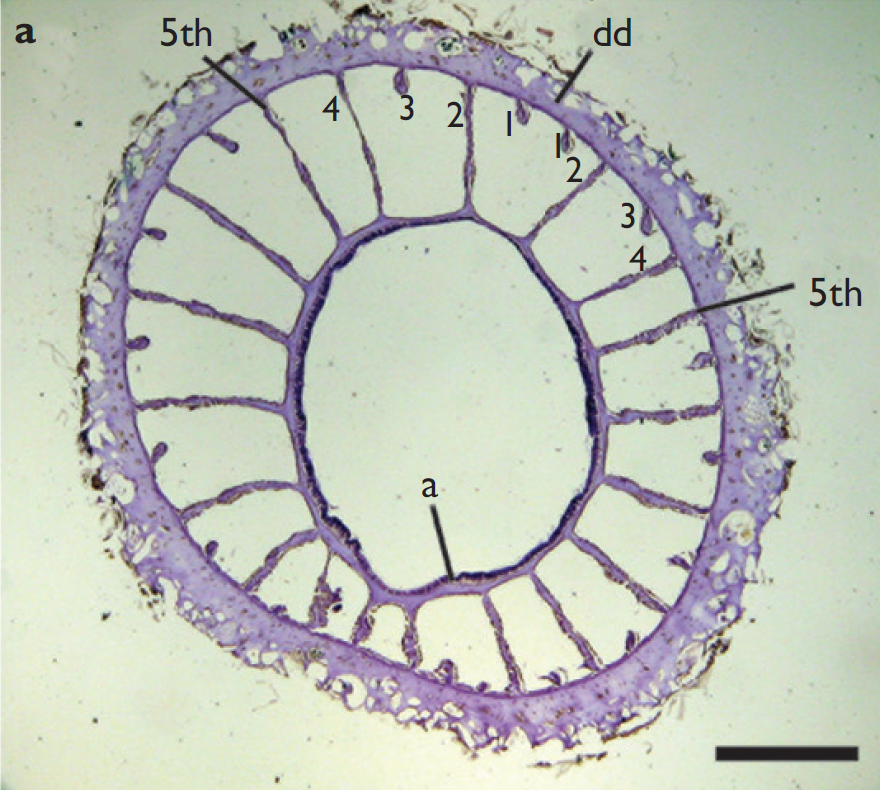
Seção transversal de Terrazoanthus onoi (Zoantharia: Hydrozoanthidae) mostrando mesentérios completos e incompletos

Na zoologia, o mesentério é uma membrana dentro da cavidade corporal de um animal. O termo identifica diferentes estruturas em diferentes filos: nos vertebrados, é uma dobra dupla do peritônio que envolve os intestinos; em outros organismos, forma partições completas ou incompletas da cavidade do corpo, seja o celoma ou, como nos Anthozoa, a cavidade gastrovascular.
A palavra "mesentério" é derivada do grego "mesos", "no meio" e "enteron", um "intestino".

## Vertebrados
Em vertebrados, um mesentério é uma membrana que consiste em uma dobra dupla de peritônio que envolve os intestinos e seus órgãos associados e os conecta com a parede dorsal da cavidade abdominal. Nos invertebrados, o mesentério é um suporte ou divisória em uma cavidade corporal, com função semelhante à dos mesentérios dos vertebrados.

## Bilateria
Em organismos bilateralmente simétricos, geralmente há um mesentério maior separando as duas metades do celoma. Em organismos segmentados, como as minhocas, há um par de cavidades celômicas em cada segmento. O mesotélio da parede do corpo é estendido ao redor do intestino central para formar um mesentério, uma partição longitudinal no plano sagital. Acima do intestino está o mesentério dorsal e, abaixo do intestino, o mesentério ventral. A partição transversal entre os segmentos separados é conhecida como septo.

## Cnidaria

Dissecação de uma anêmona-do-mar
5 - mesentério completo
10 - mesentério incompleto
11 - um dos dois óstios

No filo Cnidaria e na classe Anthozoa, os mesentérios são divisórias em forma de lençol que se estendem da parede do corpo do animal até sua cavidade gastrovascular. Eles são compostos por uma camada de mesogleia imprensada entre duas camadas de gastroderme. Elas podem ser "completas", unindo a gastroderme da parede do corpo com a da faringe, ou "incompletas", estendendo-se apenas parcialmente para dentro da cavidade (os termos "perfeitas" e "imperfeitas" são às vezes usados em seu lugar). Eles se estendem do disco pedal até o disco oral, e há duas perfurações ou óstios próximos ao disco oral. Os mesentérios geralmente estão em pares. A borda livre dos mesentérios incompletos é espessada para formar faixas glandulares e ciliadas denominadas filamentos mesenteriais. As extremidades inferiores dos filamentos mesenteriais são alongadas em acontia armadas com cnidoblastos (células urticantes) e podem se projetar através da parede do corpo ou da boca. As gônadas estão situadas nos mesentérios ao lado dos filamentos mesenteriais.
Os corais-pétreos, da ordem Scleractinia, têm os mesentérios dispostos radialmente em pares que se desenvolvem ciclicamente. Os mesentérios depositam carbonato de cálcio, que forma uma crista pedregosa, o septo, entre cada par de mesentérios e constrói o coralito, o cálice no qual o pólipo se assenta.
As anêmonas-do-mar, da ordem Actiniaria, têm pelo menos oito mesentérios completos e um número variável de mesentérios incompletos perto da base. O significado funcional dos mesentérios nas anêmonas-do-mar não é claro. Suas margens estão envolvidas apenas em uma quantidade limitada de digestão e absorção, portanto, sua principal função pode ser fornecer suporte para ajudar o animal a manter sua forma.
Os corais moles, da ordem Alcyonacea, têm oito mesentérios primários que se alternam com os oito tentáculos. Os mesentérios são completos e não pareados, com filamentos unilobados.